# Агнес фон Хесен (Насау)
Вижте пояснителната страница за други личности с името Агнес фон Хесен.
Агнес фон Хесен (на немски: Agnes von Hessen; * ок. 1292, Марбург; † 13 януари 1332) е ландграфиня от Ландграфство Хесен и чрез женитба графиня на Насау-Висбаден, Идщайн и Вайлбург (1305 – 1332).

## Произход
Тя е единствената дъщеря на ландграф Хайнрих Млади фон Хесен (1264 – 1298) и съпругата му Агнес Баварска (1276 – 1345), дъщеря на баварския херцог Лудвиг II Строги и Матилда Хабсбургска и сестра на император Лудвиг Баварски (1282 – 1347).

## Фамилия
Агнес фон Хесен се омъжва на 24 декември 1306 г. и на 18 май 1307 г. в Мюнхен за граф Герлах I фон Насау-Висбаден (* ок. 1285; † 7 януари 1361), вторият син на император Адолф от Насау (1250 – 1298) и Имагина фон Изенбург-Лимбург (1255 – 1318). Тя е първата му съпруга. Резидират от замък Зоненберг при Висбаден. Те имат децата:
- Адолф I (* ок. декември 1307; † 17 януари 1370), граф на Насау-Висбаден-Идщайн (1344 – 1370), женен 1332 г. за Маргарета фон Нюрнберг († 1392)
- Йохан I (* 1309; † 20 септември 1371), граф на Насау-Вайлбург (1344 – 1371), женен I. 1333 г. за Гертруд фон Меренберг († 1350), II. 1353 г. за Йохана фон Саарбрюкен († 1381)
- Герлах фон Насау (* 1322; † 12 февруари 1371), архиепископ на Майнц (1346 – 1371)
- Аделхайд (* ок. 1311; † 8 август 1344), омъженана 16 май 1326 г. в Ханау за Улрих III фон Ханау († 1370)
- Агнес (* ок. 1314; † сл. 16 май 1355), монахиня в манастир Кларентал
- Елизабет (* ок. 1326; † сл. 1370), омъжена пр. 16 август 1326 г. за Лудвиг фон Хоенлое († 1356)
- Мария (* ок. 1324; † 1366), омъжена пр. 1336 г. за Конрад VI († 1366), господар на Вайнсберг-Бройберг († 1366)